# Сестрински град (1. део)
Епизода Сестрински град (1. део) је 12. епизода 13. сезоне серије "МЗИС". Премијерно је приказана 5. јануара 2016. године на каналу ЦБС.

## Опис
Сценарио за епизоду је писао Кристофер Џ. Вејлд, а режирала ју је Лесли Либмен.
Након што је петоро људи пронађено мртво у току авионског лета, екипа истражује како су умрли. Ипак, случај добија преокрет кад Двејн Прајд позове и открије да је један од путника био Лука Шуто, Ебин брат, оствљјући екипу да сазна не само где је лука, него и да ли је умешан у напад. У међувремену, Тони потврђује да су он и Зои раскинули.
У овој епизоди се појављују специјални агенти Двејн Касијус Прајд, Кристофер Ласејл, Мередит Броди и Соња Перси.

## Ликови

### Из серијеМЗИС
- Марк Хармон као Лерој Џетро Гибс
- Мајкл Ведерли као Ентони Динозо мл.
- Поли Перет као Ебигејл Шуто
- Шон Мајер као Тимоти Макги
- Брајан Дицен као Џејмс Палмер
- Емили Викершом као Еленор Бишоп
- Роки Керол као Леон Венс
- Дејвид Макалум као др. Доналд Малард

### Из серијеМЗИС: Нови Орлеанс
- Скот Бакула као Двејн Касијус Прајд
- Лукас Блек као Кристофер Ласејл
- Зои Меклилан као Мередит Броди
- Шалита Грант као др. Соња Перси